# سولهم (باركشير)
سولهم (بالإنجليزية: Sulham)‏ هي قرية و أبرشية مدنية تقع في المملكة المتحدة في إنجلترا.